# Enarmonia
Enarmonia es un género de Lepidoptera de la subfamilia Olethreutinae en la familia Tortricidae.

## Especies
- Enarmonia decor Kawabe, 1978
- Enarmonia flammeata Kuznetzov, 1971
- Enarmonia formosana (Scopoli, 1763)
- Enarmonia major (Walsingham, 1900)
- Enarmonia minuscula Kuznetzov, 1981